# Akın Aksaçlı
Akın Aksaçlı (* 1. Januar 1947) ist ein ehemaliger türkischer Fußballspieler.

## Karriere
Akın Aksaçlı begann seine Karriere bei Balıkesirspor. Dort spielte er lediglich ein Jahr und wechselte anschließend zu Galatasaray Istanbul. In seiner ersten Saison gewann Aksaçlı die türkische Meisterschaft und den türkischen Supercup. In der nachfolgenden Spielzeit kam er zu 25 Erstligaspielen. Zur Saison 1970/71 wechselte der Abwehrspieler zu Mersin İdman Yurdu.
Für Mersin İdman Yurdu spielte Aksaçlı vier Jahre lang und kam zu 98 Erstligaspielen und erzielte zwei Tore. In der Saison 1974/75 spielte Akın Aksaçlı für Sakaryaspor und beendete im Sommer 1975 seine Karriere.

## Erfolge
Galatasaray Istanbul
- Türkischer Meister: 1969
- Cumhurbaşkanlığı Kupası: 1969